# Орішкино
Орі́шкино (рос. Орешкино, марій. Пӱкшерме) — присілок у складі Медведевського району Марій Ел, Росія. Входить до складу Шойбулацьке сільського поселення.

## Населення
Населення — 161 особа (2010; 141 у 2002).
Національний склад (станом на 2002 рік):
- лучні марійці — 97 %